# Tetraceratobunus lithobius
Tetraceratobunus lithobius is een hooiwagen uit de familie Sclerosomatidae.